# Jan Ankerman (politicus)
Jan Ankerman (Nijehaske, 15 december 1869 - Rijswijk, 20 januari 1928) was een Nederlands predikant en politicus namens de Friese Bond en de Christelijk-Historische Unie.
Ankerman was de zoon van een schipper en eigenaar van een stoelenmatterij (waar hij ook regelmatig moest bijspringen na de lagere school), en ging naar het gymnasium te Doetinchem. Later ging hij naar een gymnasium-kostschool voor jongens uit onbemiddelde gezinnen om de kans te krijgen theologie te gaan studeren. Dat ging hij vervolgens ook doen, aan de Rijksuniversiteit Utrecht (1895 - 1901), alwaar hij ook op stellingen promoveerde in de rechtswetenschap (1901 - 1909).
In 1902 kreeg Ankerman zijn aanstelling in Wommels en Hidaard - burgemeester Hopperus Buma (ook kerkvoogd) tekende hier samen met het niet-orthodoxe deel van de gemeente bezwaar tegen aan. Dit werd zowel door de synodale commissie als door de synode in hoger beroep afgewezen.
Ankerman had zich al in 1905 verkiesbaar gesteld voor de Tweede Kamer der Staten-Generaal in het district Franeker, maar werd daar verslagen door de SDAP'er Piet Tak. In 1909 stelde hij zich wederom verkiesbaar, en kwam 35 stemmen te kort om de tweede ronde te halen in het district Schoterland. Maar in de naverkiezingen wist hij in het district Harlingen de liberaal Antoine Plate. In 1913 versloeg hij in het district Groningen de SDAP'er. In 1917 was er geen tegenkandidaat. In 1918 maakte Ankerman geen deel meer uit van de Kamer.
In de Kamer sprak Ankerman voornamelijk over justitie, arbeid, visserij, buitenlandse zaken en belastingen. In 1915 stemde hij als enige van zijn fractie voor een motie-Albarda over de staatsexploitatie van de olievelden in Djambi.
In 1909 verhuisde Ankerman van Wommels naar Den Haag, en woonde daarna ook in Scheveningen en Rijswijk.
Ankerman richtte zich al tijdens zijn Kamerlidmaatschap meer op de toepassing van zijn juridische opleiding dan dat hij zich als predikant ontwikkelde. Hij werd in 1911 kantonrechter-plaatsvervanger (tot 1928), en werd in 1913 rechtskundig adviseur. Ook was hij vanaf 1909 advocaat en procureur in Den Haag. Daar was hij ook van 1911 tot 1919 lid van de gemeenteraad. Ankerman keerde van september 1921 tot juli 1922 nog een kort jaartje terug in de politiek.
Ankerman vervulde ook diverse partijpolitieke functies. Tijdens zijn studie in Utrecht richtte hij al een lokale afdeling op van de Friese Bond en hij was omstreeks 1905 al voorzitter van een lokale (Christelijk-Historische) kiesvereniging, en was hij enige tijd (tot 1920) lid van het hoofdbestuur van de CHU. Hij was lid van enkele commissies binnen de partij.
Ankerman was enige tijd bestuurslid van de Vereeniging ter bevordering van de Nederlandsche Visserij (rond 1915) en voorzitter van de Raad van Commissarissen van de Algemene Bank- en Handelsmaatschappij (? - 1926). Hij moest door een leverziekte in de laatste jaren van zijn leven, waar hij uiteindelijk ook aan overleden is, zijn advocatenpraktijk opgeven.